# Maronitská eparchie Batrun
Eparchie Batroun (Batrun) se nachází v Libanonu a byla založena dne 5. června 1999 papežem Janem Pavlem II. oddělením z eparchie Džuba-Sarba. Je určena pro maronitské věřící. Prvním biskupem se stal Mons. Paul-Emile Saadé, bývalý pomocný biskup antiochijského patriarchátu a titulární biskup z Apamey v Sýrii. K roku 2012 měla eparchie 41 kněží, 16 řeholních kněží, 70 000 věřících a 66 farností. Tato eparchie patří pod antiochijský patriarchát.

## Biskupové
- Paul-Emile Saadé (1999–2012)
- Mounir Khairallah (od r. 2012)